# Бродець (Березинський район)
Бродець (біл. вёска Бродзец) — село в складі Березинського району Мінської області, Білорусь. Село підпорядковане Селібській сільській раді, розташоване в східній частині області.